# Glen Riddersholm
Glen Riddersholm (Esbjerg, 24 april 1972) is een Deens voetbaltrainer die als assistent werkzaam is bij KRC Genk.
Riddersholm leidde FC Midtjylland naar het landskampioenschap in het seizoen 2014/15. Op 25 juni 2015 stopte hij bij FC Midtjylland en werd vervangen door Jess Thorup.
Op 6 december 2015 trad Riddersholm aan als vervanger van hoofdtrainer Morten Wieghorst bij AGF.
Op 19 december 2018 werd Riddersholm benoemd als hoofdtrainer van SønderjyskE Fodbold, waarmee hij in seizoen 2019/20 voor het eerst in de clubhistorie de Landspokalturnering wist te winnen. In 2021 werd Riddersholm ontslagen waarna hij actief was als tv-commentator bij het Deense TV3 Sport.
Begin november 2021 werd hij aangesteld als assistent van John van den Brom bij KRC Genk. Begin december werd hij hoofdcoach.
Juni 2022 werd de samenwerking met Genk stopgezet.

## Erelijst
FC Midtjylland
- Superligaen: 2014/15

 SønderjyskE Fodbold
- Landspokalturnering: 2019/20

1 Van Crombrugge ·
2 Pierre ·
3 Mujaid ·
6 Smets ·
7 Bonsu Baah ·
8 Heynen  ·
9 Oh ·
11 Oyen ·
14 Sor ·
15 Claes ·
17 Hrošovský ·
18 Kayembe ·
19 Medina ·
20 Karetsas ·
21 Bangoura ·
22 Manguelle ·
23 Steuckers ·
24 Sattlberger ·
27 Nkuba ·
32 Adedeji-Sternberg ·
34 Palacios ·
39 Penders ·
44 Kongolo ·
51 Brughmans ·
77 El Ouahdi ·
99 Tolu ·
Coach: Fink